# Lymantria incerta
Lymantria incerta är en fjärilsart som beskrevs av Walker 1855. Lymantria incerta ingår i släktet Lymantria och familjen tofsspinnare. Inga underarter finns listade i Catalogue of Life.